# دوري مالاوي الدرجة الأولى 2017
دوري مالاوي الدرجة الأولى 2017 (بالإنجليزية: 2017 Malawi Premier Division)‏ هو موسم من دوري مالاوي الدرجة الأولى. أشرف على تنظيمه اتحاد مالاوي لكرة القدم، وكان عدد الأندية المشاركة فيه 16، وفاز فيه نادي مايتي ووندرز.